# Cataglyphis nigripes
Cataglyphis nigripes är en myrart som beskrevs av Arnol'di 1964. Cataglyphis nigripes ingår i släktet Cataglyphis och familjen myror. Inga underarter finns listade.